# Victor Ochoa

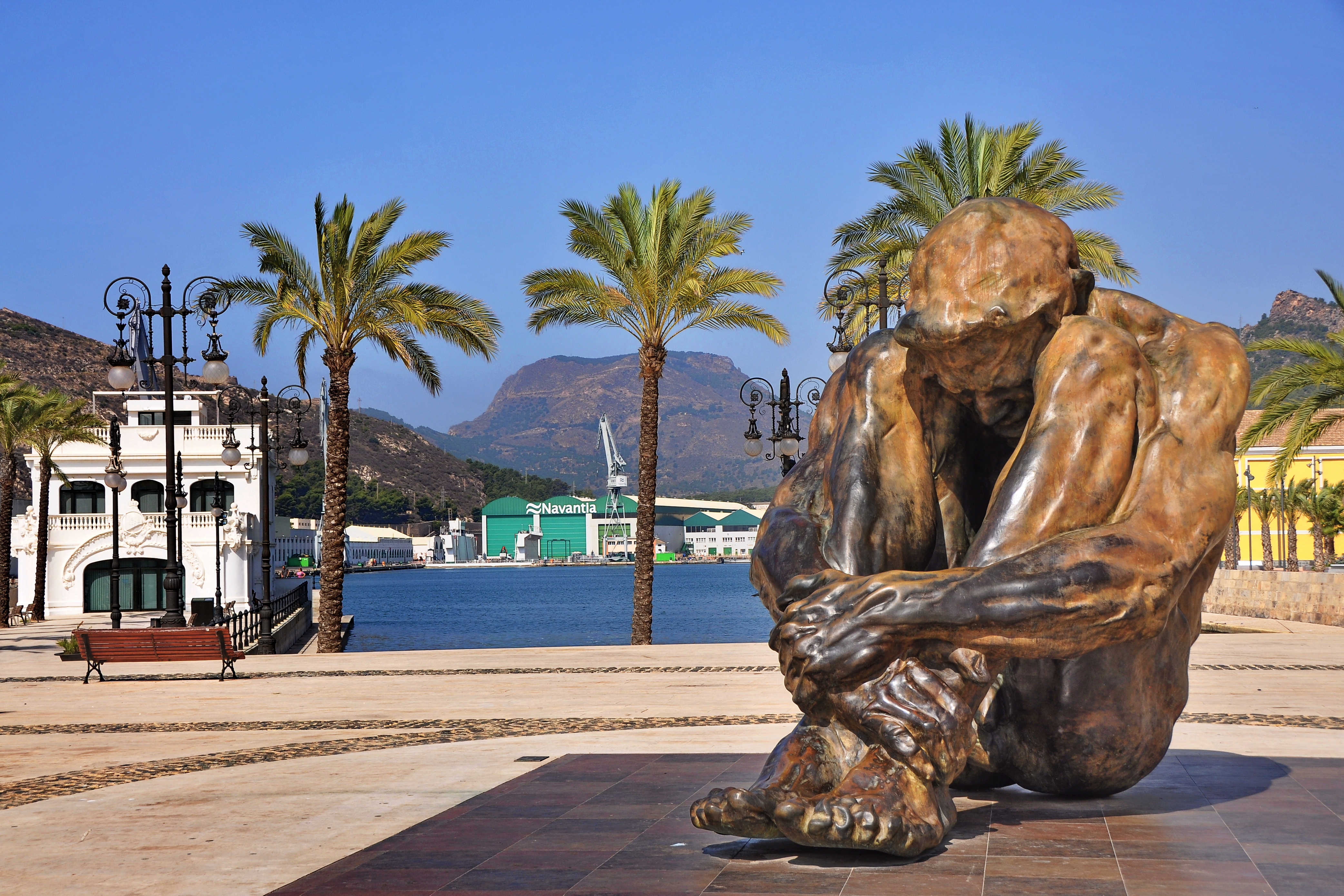
O Zulo, monumento às vítimas do terrorismo em Cartagena.

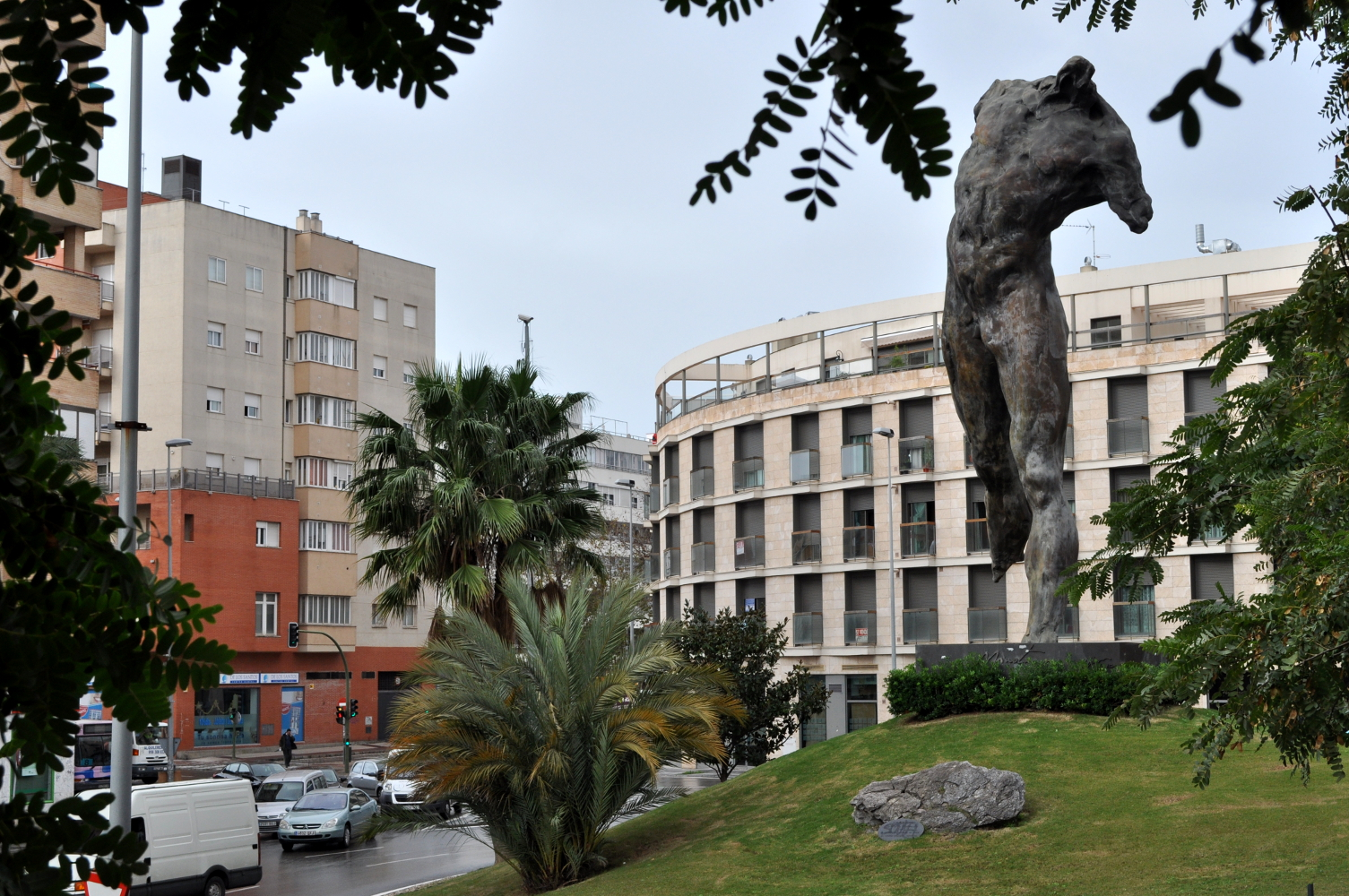
O Minotauro, em Jerez de la Fronteira.

Víctor Ochoa Sierra (Madri, 11 de janeiro de 1954) é um escultor espanhol.
Estudou Arquitetura na Escola Técnica Superior de Arquitetura de Madrid (ETSAM), onde obteve o título de Arquiteto no ano 1979. Durante os anos de estudos universitários, e depois da conclusão de sua titulação, levou a cabo outros estudos como os realizados no Círculo de Belas Artes, ou na Escola de Artes e Oficios, interessando-se pelos campos da  fotografia, o ensaio, a zoologia, a anatomia, artes e oficios.
No ano de 1980, iniciou seus estudos sobre Ciências Naturais, e recebeu uma  Bolsa de Desenhista Naturalista nas Ilhas Galápagos, planícies da Venezuela e selva amazônica. Durante estes anos, residiu, escreveu e desenhou em diferentes lugares, como Londres, Paris, Nova Iorque e Madrid.
Em 1982, iniciou na Universidade de Belas Artes de Sant Jordi (Barcelona) seus estudos de belas artes e compartilhando-os com estudos de anatomia e dissecação, os quais realiza no Hospital Clínico de Barcelona.
É autor de retratos de personagens ilustres entre os quais se contam: Sua Majestade o Rei Juan Carlos I, Severo Ochoa, Santiago Ramón e Cajal, Camilo José Zela,  Goya, o ex presidente do Equador, León Febres Cordero…

## Atividade artística

### Exposições
1990
- Galería Sotogrande, Cádiz[2]

- Taurina Hotel Ercilla, Bilbao[1][2]

- Galería Serrano, Madrid[1][2]

1991
- Arte Santander, Santander, Cantabria[1][2]

1992
- Expo '92, Sevilla[1][2]

1993
- Art Miami, EE.UU.[1][2]

1996
- "XX esculturas de S.M. el Rey D. Juan Carlos, Madrid.[1][2]

1997
- "Goya, una imagen revivida", Deutsche Bank, España.[1][2]

1998
- 700 Aniversario Grimaldi, Mónaco. Exposición Colectiva.[1][2]

2000
- Tefaf. Feria - Maastrich, Holanda.[1][2]

2001
- Génesis de la escultura, Las Palmas de Gran Canaria.[1][2]

- "Mitologías", Las Palmas de Gran Canaria.[1][2]

- Tefaf. Feria - Maastrich, Holanda.[1][2]

2002
- "Mitologías", Exposición Monumental. Malcesine, Lago di Garda, Italia.[1][2]

- Exposición Colectiva Scultura & Scultori, Pietrasanta, Italia.[1][2]

- Tefaf. Feria - Maastrich, Holanda.[1][2]

2006
- Exposición de Dibujo. Galería Ángeles Penche. Madcrid.[2]

2009
- Tefaf. Feria - Maastrich, Holanda.[2]

2010
- Exposición Casa Decor, Madrid.[2]

- Exposición Galería Arte Inversión, Boadilla del Monte. Madrid.[2]

### Obras públicas
- Monumento a Ignacio Casariego, 1983, Oviedo.[2]
- Monumento a Severo Ochoa, 1984, Museo de las Ciencias, Valencia.[1][2]
- Monumento a Ignacio herrero. Banco Herrero, Oviedo.[2]
- Mascarón de proa, 1986, EE.UU.[1][2]
- Araluce. Bustos Conmemorativos. Bronces. C.O.A.V. Bilbao.[2][4]
- Inundaciones del País Vasco, 1987, Bilbao.[1][2]
- Monumento a Ricardo Vázquez Prada, 1988, Oviedo.[1][2][4]
- Monumento a Paquirri, 1989, Sevilla.[1][2]
- Panteón D. R. Baldorioty de Castro, 1991. Bronce sobre granito. Ponce de León, Puerto Rico.[2][4]
- Leones Monumentales en Bronce sobre puente. 1991. Ponce de León,  Puerto Rico.[2][4]
- Monumento a Severo Ochoa y Ramón y Cajal, 1992, Calle Serrano, Madrid.[1][2][4]
- Ballajá, 1992, San Juan, Puerto Rico.[1][2][4]
- Monumento a Camilo José Cela, 1993, Universidad Complutense de Madrid, Madrid.[1][2][4]
- Monumento al cardenal Cisneros, 1993, Madrid.[1][2][4]
- Monumento a Don Juan. Plaza y Escultura. 1994. Granito, Bronce y Acero Inoxidable, Campo de las Naciones. Madrid.[1][2][4]
- Fauno, 1995, Sant Boi de Llobregat, Barcelona.[1][2][4]
- Monumento al Padre Velaz, 1995, Caracas, Venezuela.[1][2][4]
- Don Juan de Borbón. Plazoleta y escultura.1996 Bronce. Puerto Banús, Málaga.[1][2][4]
- Monumento al General  Sabino Fernández Campo, 1997, Parque de San Francisco, Oviedo.[1][2][4]
- Monumento a Francesc Cambó, 1997, Vía Layetana. Barcelona.[1][2][4]
- Monumento a Francisco de Goya, 1997, Calle Goya, Madrid.[1][2][4]
- S.M. El Rey. Bronce.1997. Palacio de la Zarzuela. Madrid.[1][2][4]
- S.M. El Rey. Bronce. 1997.  Universidad Juan Carlos I. Madrid.[1][2][4]
- S.M. El Rey. Bronce. 1997. Palacio de Oriente. Madrid.[1][2][4]
- S.M. El Rey. Bronce. 1997. Antigua Casa de Correos. Madrid.[1][2][4]
- Monumento a S.M. Alfonso XIII, 1998, Real Federación Española de Fútbol. Madrid.[1][2][4]
- Goya con coleta, 1998, Concejalía de Cultura, Comunidad de Madrid.[1][2][4]
- A La Rioja, 2000.[1]
- Monumento a Alfredo Kraus, 2001, Auditorio de Las Canteras, Las Palmas de Gran Canaria.[1][2][4]
- Máscara  Camilo José Cela, Fundación C.J.C. La Coruña, 2002, La Coruña.[1][2][4]
- Monumento al flamenco, 2002, Jerez de la Frontera, Cádiz.[1]
- Minotauro, 2003, Jerez de la Frontera, Cádiz.[1][2][4]
- Monumento a Lola Flores, 2003, Jerez de la Frontera, Cádiz.[1][2][4]
- Monumento a Miguel Ángel Sanz, Bronce. 2004.  Aldeanuela de Ebro. Rioja.[2][4]
- Monumento Fragua de Vulcano. 2005. Plaza y Monumento en Bronce y Mármol, Guayaquil, Ecuador.[2][4]
- Homenaje a los Premios Nóbel, Santiago Ramón y Cajal y Severo Ochoa. 2007. Bronces. Porticada del CSIC, Madrid.[2][4]
- Monumento Astrapo. 2008. Bronce. Escultura conmemorativa del centenario de la compañía de  Electricidad, Jesús Bárcena.  Fundación particular, Valdepeñas.[2][4]
- Monumento 200. Bronce. 2008. Monumento homenaje al II Centenario de la Batalla de Bailén. Valdepeñas. Ciudad Real.[2][4]
- Monumento a Severo Ochoa. 2008. En el Centro de Biología Molecular Severo Ochoa de la Universidad Autónoma de Madrid, Campus de Cantoblanco de la UAM.[2][4]
- Monumento a las víctimas del terrorismo El Zulo. 2009. Cartagena.[2][4]

### Outras esculturas
- Ruiz y Ruiz Torso. Bronce. 1987. Abadía Boogen. Villarcayo. Burgos.[4]
- Retratos de Familia. 1989. Sarasola. Bronces. Colección Particular. Madrid.[2][4]
- Grito.  Bronce. 1990. Colección Particular. Madrid.[2][4]
- Román Baldorioty de Castro, 1991, Ponce, Puerto Rico.[1][2]
- Fauno,  Bronce. 1995. Sant Boi. Barcelona.[2][4]
- Ninfa. Bronce. 1999. México D.F.[2][4]
- H. H. Thyssen, 1999, Madrid.[1][2]
- Vinea. Bronce. 2000. Figura homenaje. Bodegas. Valladolid.[1][2]
- Deseo, grupo escultórico. Bronce 2004. México D.F.[1][2]
- Antinoo. Esculturas Bronce. 2006. Colección particular. Madrid.[1][2]
- Lujuria.  Bronce. 2007. Sede diario La Tribuna. Salamanca.[2][4]
- Rehén. Bronce. 2007.  Museo – Palacio Los Serrano,  Ávila.[2][4]
- Torso Minotauro Bronce. 2007. Globalia. Madrid.[2][4]
- Torso. Aluminio. 2007. Hugo Boss. Madrid.[2][4]
- Incubus. Bronce (2,2m.) 2007. Colección particular. Ibiza.[2][4]

## Projetos, concursos e prêmios
2009
- Premio a los Valores Constitucionales, Ayuntamiento de Madrid.[4]

- Projecto Febres Cordero, Guayaquil, Equador.[2][4]

- Projecto Monumental Jonás, (18 m. material sinterizado). Castellón.[2][4]

2008
- Premios Paquiro y Valle Inclán de El Cultural y El Mundo organizados y  presididos por Luis María Ansón y Pedro J. Ramírez.[2][4]

2005
- Inicio Proyecto homenaje a Guayaquil – Río Guayas, Ecuador (Edificio y   esculturas).[2][4]

- Proyecto Concurso Homenaje a las Víctimas del 11‐M.[2][4]

2004
- Proyecto Concurso 11 S, Nueva York.[2][4]

2003
- Inicio proyecto “Centauro”, Plaza y Monumento. (17m.). Jerez de la Frontera.[2][4]

2002
- Inicio del Proyecto “Jonás”, Escultura‐Edificio (180m.)[2][4]
- Proyecto Mástil escultórico para J.C Decaux, París, Francia.[2][4]

2000
- III Milenio. Torre. Proyecto concurso. Puerto Rico.[2][4]

1999
- Minotauro y Laberinto, Proyecto Concurso – Vitoria.[2][4]